# Zepherina tiarensis
Zepherina tiarensis là một loài bọ cánh cứng trong họ Chrysomelidae. Loài này được Bechyne miêu tả khoa học năm 1997.